# Kristotomus kamikochi
Kristotomus kamikochi là một loài tò vò trong họ Ichneumonidae.